# 巴塞爾美術館
巴塞爾美術館（德語：Kunstmuseum Basel）是瑞士最大的美術館之一，位於巴塞爾，收藏有一系列重要繪畫作品，列在瑞士具有重大意義國家遺產名單之中。其歷史可以追溯到1661年巴塞爾市買下、并收藏於此的一系列小漢斯·霍爾拜因的畫作，這使其成為瑞士最早的公立博物館之一。其所有藏品橫跨15世紀到現代的數百年。

## 外部連結
- Kunstmuseum Basel website （页面存档备份，存于）
- Basel museums website （页面存档备份，存于）

47°33′15″N 7°35′39″E / 47.55417°N 7.59417°E